# رام كامهانج الأكبر

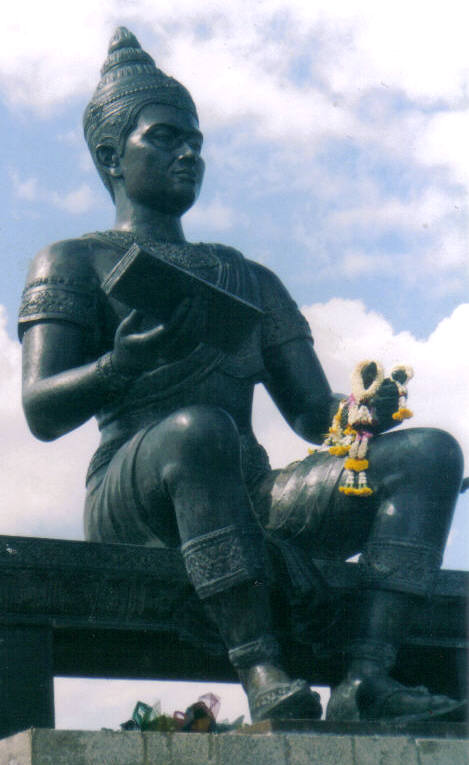
رام كامهانج الأكبر

فو خان رام كامهانج (Pho Khun Ram Khamhaeng) ((ب[พ่อขุนรามคำแหงมหาราช; Pho Khun Ramkhamhaeng] خطأ: {{اللغة-؟؟}}: النص يحتوي على علامة مائلة (مساعدة))؛ ولِد في 1247–1237&nbsp؛– وتُوفِّي في 1298) هو ثالث ملوك أسرة فرا روانج الحاكمة، التي حكمت مملكة سوكوتاي (وهي باكورة مملكة تايلاند المعاصرة) في الفترة 1298- 1278، خلال أزهى عصورها. يرجع إليه الفضل في تأليف الأبجدية التايلاندية ووضع أساس راسخ لبوذية تيرافادا بصفتها الدين الرسمي للمملكة. ومع ذلك، تشير بعض الأبحاث إلى وجود شكوك حول الدور الذي لعبه، حيث إنه من الممكن أن يكون كثيرٌ من المعلومات الخاصة بحكمه قد تم تزييفها في القرن التاسع عشر من أجل منح مملكة سيام الشرعية في مواجهة التهديدات الاستعمارية.

## حياته وحكمه

### ميلاده
كان أبواه هما الأمير بانج كلاغ هاو، الذي حكم بصفته الملك سري أندراديتيا، والملكة سويانج، بالرغم من وجود أسطورة تصف أمه بـغولـة اسمها كانجلي وأباه بصياد.[بحاجة لمصدر] وكان لديه اثنان من الأخوة والأخوات الأكبر منه. تُوفِّي الأخ الأكبر وهو صغير. أما الثاني، بان موانج، فقد أصبح ملكًا بعد وفاة أبيهم، وخَلَفه رام كامهانج بعد وفاته.

### الاسم
في سن التاسعة عشرة، شارك مع أبيه في غزوه الناجح لمدينة ساكوتاي التي كانت تتبع الخمير سابقًا والتي أسست مملكة ساكوتاي المستقلة بشكل أساسي. يُقال أنه أُطلِق عليه لقب «فرا رام كامهانج»، أو راما الشجاع، نظرًا لحسن تصرفه في الحرب، بالرغم من أنه سُجِّل في تاريخ أيوثايا باسم الملك «راماراج». بعد وفاة أبيه، حكم أخوه الأكبر بان موانج المملكة ووكل إلى الأمير رام خامهانج حكم مدينة سي ساتشانالي.
تعتقد الملكية التايلاندية أن اسم الأمير رام كامهانج الذي سُمِّي به عند ولادته هو «رام» (اشتُق من اسم راما بطل الملحمة الشعرية الهندية رامايانا)، وسُمِّي بعد تتويجه «فوكان رامارات» (بالتايلندية: พ่อขุนรามราช)). بالإضافة إلى ذلك، كانت هناك عادة بإعطاء اسم الجد للحفيد، وكان لرام كامنهانج حفيد اسمه «فرايا رام»، وكان لفرايا رام حفيدان اسمهما «فرايا بان مويانج» و«فرايا رام» وفقًا للنقوش الحجرية الحادية عشرة وتسجيلات لوانج براسويت أكسورانيت التاريخية في أيوثايا.

### الصعود إلى العرش
يقترح المؤرخ تري أماتايكون ((بالتايلندية: ตรี อมาตยกุล)) أن رام هامكانج قد صعد إلى العرش في 1279، وهو العام الذي زرع فيه شجرة نخلة السكر في مدينة ساكوتاي. ويعتقد الأستاذ براسويت نا ناكون من الملكية التايلاندية أن ذلك الحدث يُعد واحدة من عادات ملوك تاي أهوم (Thai-Ahom)، حيث يزرعون تين البنغال أو نخلة السكر في يوم التتويج اعتقادًا منهم بأن ذلك سيجعل حكمهم يحقق نفس منزلة الشجرة.

### حكمه
لقد كوَّن رام كامنهانج تحالفًا مع مملكة يوان في إمبراطورية المغول، التي أخذ منها أساليب لصناعة الـخزف ويُعرف حاليًا بسلعة Sangkhalok. بالإضافة إلى ذلك، كانت له علاقات قوية بحكام دول المدن المجاورة، وهم نجام موانج، حاكم فاياو المجاورة (أغرى زوجته وفقًا لأسطورة) والملك منجراي حاكم تشيانغ مي. وفقًا لتاريخ تايلاند الوطني، قام رام كامنهانج بتوسيع مملكته حتى لامبانج، وفراي، ونان في الشمال، وبيتسانولوك وفيينتيان في الشرق، ودول بورما في الغرب، وخليج البنغال في الشمال الغربي وناخون سي ثامارات في الجنوب. ولكن، وكما يذكر المؤرخ تونجشاي وينيشاكول، افتقدت الممالك مثل ساكوتاي وجود حدود مميزة، حيث تركز بدلاً من ذلك على قوة العاصمة نفسها. ووفقًا لتونجشاي، فإن رغبة رام كامنهانج في تأسيس مملكة ضخمة كانت تهدف إلى تأكيد هيمنة سيام/تايلاند على البر الرئيسي لجنوب شرق آسيا.
طبقًا لتاريخ تايلاند، يرجع الفضل في الأصل لرام كامهانج في اختراع الأبجدية التايلاندية (لاي سوي تاي) من اللغة السنسكريتية، ولغة بالي، وخط جرانتا. ويستشهد عادةً المدافعون عن ملكية تاي بحكمه كدليل على «الملكية الخيِّرة» التي لا تزال قائمة حتى الآن.

### الوفاة
وفقًا للتسجيلات التاريخية الصينية، تُوفّي رام كامنهانج في 1298 وخَلَفه ابنه لويثاي، بالرغم من أن بعض التسجيلات التاريخية التايلاندية تذكر أنه تُوفّي في 1317.
سُمِّيت جامعة رام كامنهانج، وهي أول جامعة مفتوحة في تايلاند بها حرم جامعي في البلاد، على اسم الملك رام كامنهانج الأكبر.

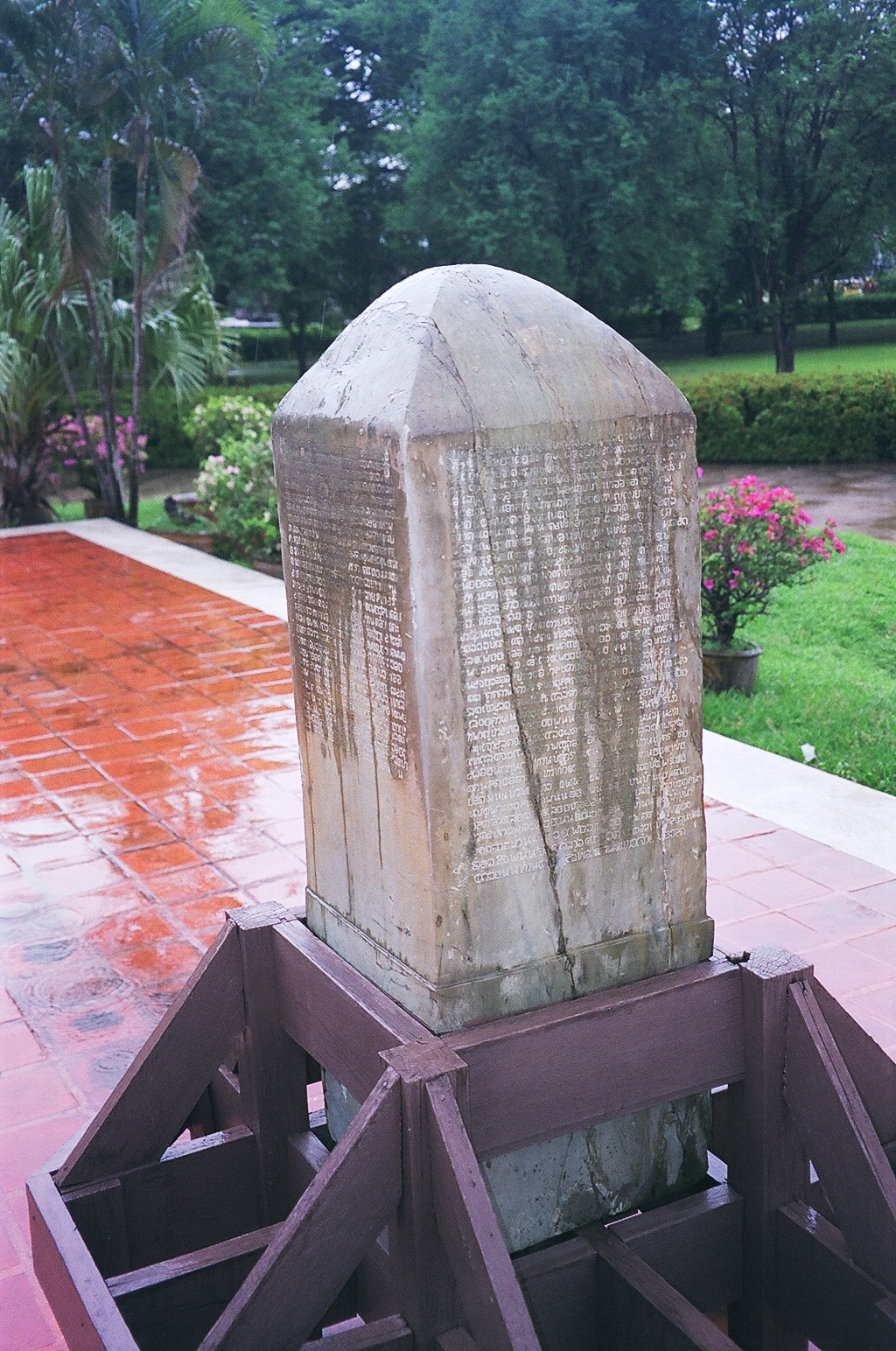
نسخة من مسلة رام كامنهانج في متنزه ساكوتاي الأثري

## الإرث

### مسلة رام كامهانج
إن أغلب المعلومات المذكورة عن حياة رام كامنهانج تأتي من نقوش حجرية المحفورة على مسلة رام كامهانج، وتوجد في المتحف القومي في بانكوك.
يقال إنه تم اكتشاف هذه النقوش في 1833 عن طريق الملك (منغوكوت) راما الرابع (ولا يزال راهبًا آنذاك) في معبد وات ماهاتات. وقد أُثيرت الشكوك حول صحة تلك النقوش – أو أجزاء منها على الأقل – . ويذكر بيريا كريريكش، وهو أكاديمي في معهد تاي كادي للبحوث، أن الحروف المتحركة المحفورة على المسلة تشير إلى تأثُّر مؤلفيها بأنظمة الأبجدية الأوروبية، وهكذا، يستنتج أن أحدًا ما قد ابتدع المسلة خلال عهد راما الرابع نفسه، أو قبل ذلك بقليل. إن هذه المسألة مثيرة جدًا للجدل، ونظرًا لأن النقوش بالفعل مزيفة، فإنه يجب إعادة كتابة تاريخ تلك الفترة بأكمله.
ينقسم الباحثون حول هذه المسألة الخاصة بمدى صحة المسلة. حيث تُعتبر حالة خاصة من بين الكتابات المعاصرة، ولا يوجد في الحقيقة أي مصدر آخر يشير إلى الملك رام كامهانج بالاسم. يدعي بعض المؤلفين أن هذه النقوش هي نسخة مقلدة بشكل تام في القرن التاسع عشر، بينما يزعم البعض الآخر أن أول سبعة عشر سطرًا هي الأصلية، وهناك من يدعي أن الملك ليثاي (ملك ساكوتاي في مرحلة تالية) هو من ابتدع هذه النقوش؛ ويؤمن أغلب الباحثين التايلانديين بصحتها. وتظل النقوش وصورة ساكوتاي المثالية ملمحين أساسيين للقومية التايلاندية، وقد أدت فكرة أنه تم ابتداعها في أوائل 1800 إلى تهديد الباحث البريطاني مايكل رايت بالنفي وقفًا لـقوانين انتهاك الملكية في تايلاند.
وتدور مناقشات أيضًا عن مسلة رام كامهانج عند ذكر تمثال بوذا الذهبي، الذي يُعد مكانًا شهيرًا للجذب السياحي في بانكوك. وفي السطور 23 إلى 27 من اللوح الأول للمسلة، يُذكر أن «صورة بوذا الذهبية» توجد في «منتصف مدينة ساوتاي». لذلك يفسر بعض الباحثين ذلك بأنه إشارة إلى تمثال بوذا الذهبي.

### ألعاب فيديو
يُعتبر الملك رام كامهانج من الملوك الذين صُمِّمت لهم ألعاب يلعبها الـأهل سيام مثل لعبة سيفيليزيشن 5. وكانت سياسته القومية هي «الأب يحكم الأبناء»: يزداد أي غذاء، أو ثقافة، أو إيمان من دول المدن الصديقة بمعدل 50%.

## وصلات خارجية
- RAM KHAMHAENG INSCRIPTION (1292) English translation accessed 15:34 UTC 4/8/2008
- Overview of Ramkhamhaeng Orthography
- Ramkhamhaeng Consonant and Vowel flashcards